# Джорджоне
Джорджоне, повне ім'я Джорджоне Барбареллі да Кастельфранко (італ. Giorgio Barbarelli da Castelfranco, Giorgione; 1477 — 1510) — видатний художник з Венеції, представник так званого Високого Відродження в Італії.

## Прізвище
На жаль, ніхто не знає, як правильно писати його прізвище. У документах того часу його пишуть і як Барбарелла, і як Барбареллі. Тому найчастіше його прізвище зовсім опускають, а вказують лише ім'я та місто народження, яке заміняє майстру його справжнє прізвище. Ще частіше його називають лише одним ім'ям Джорджоне, що в перекладі з італійської «Великий Джорджо».

## Етапи досліджень

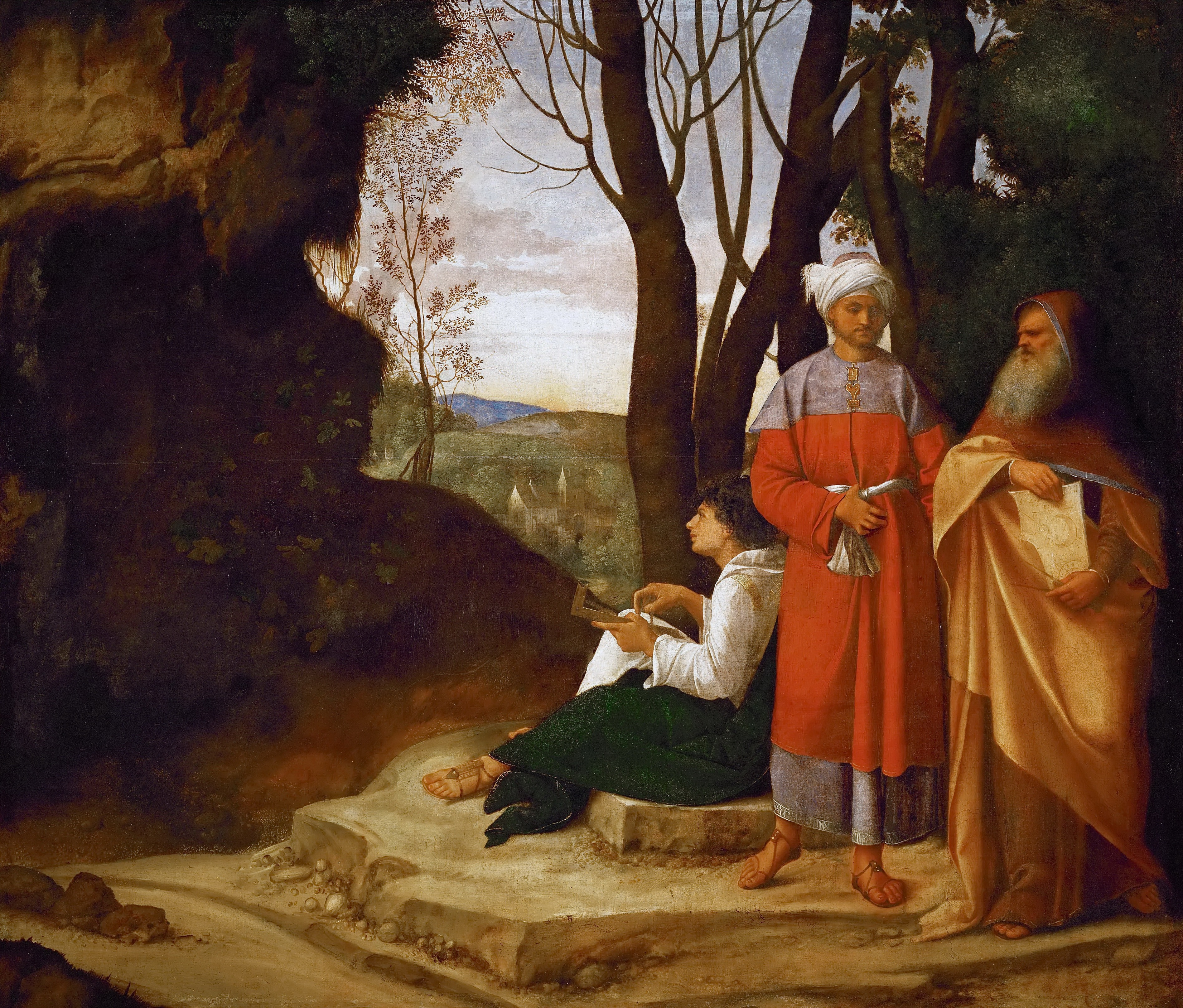
Три філософи, Відень

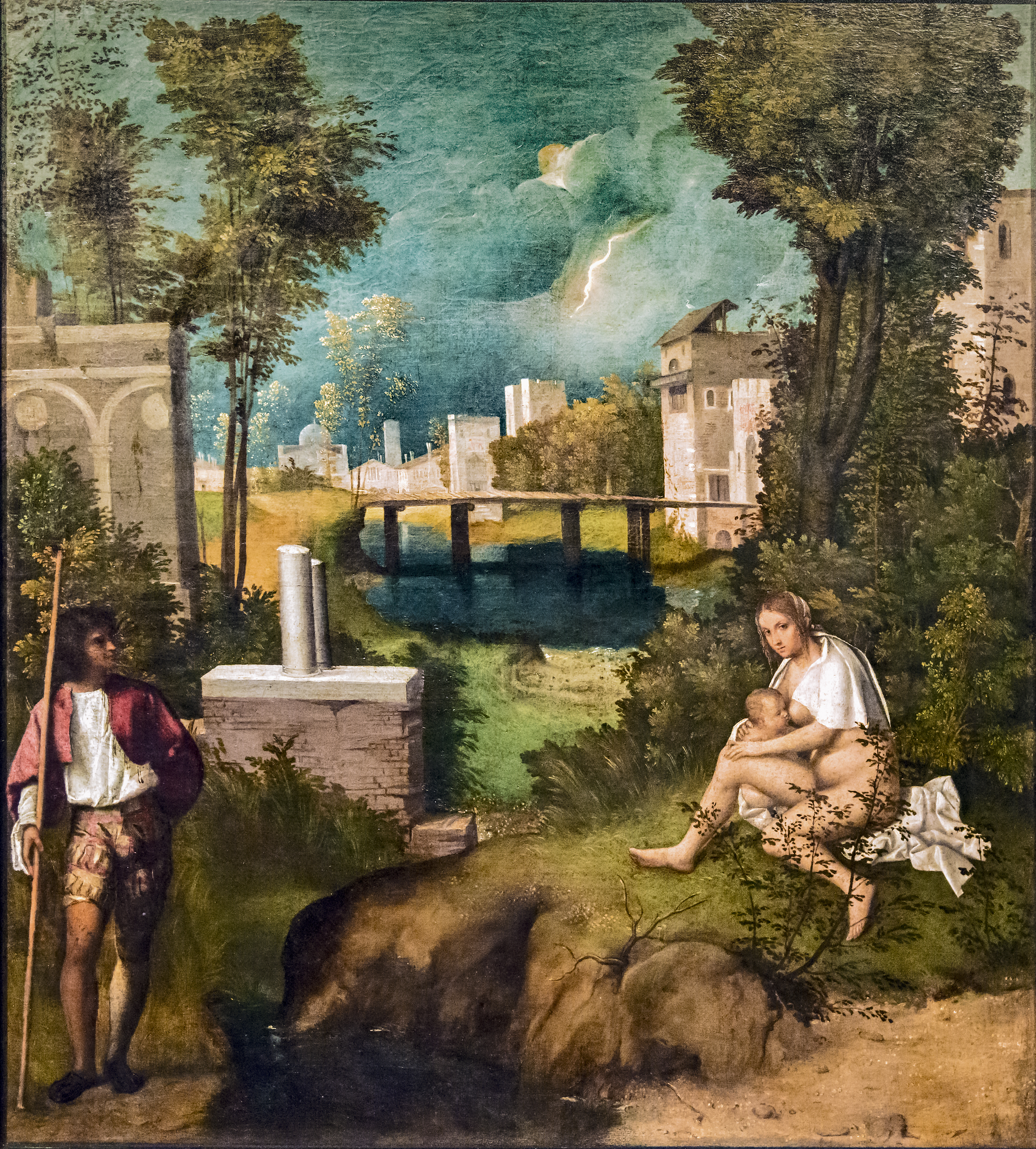
«Буря». 1508 рік, Галерея академії, Венеція

Після ранньої смерті його швидко забули. Багато чого міг би розказати Тіціан, якого вважають учнем Джорджоне і помічником у його майстерні. Але Тіціан про Джорджоне не написав. Якщо Тіціан прийшов до Джорджоне у 1507 році, то працював з ним неповні три роки. Бо в жовтні 1510 року Джорджоне помер.
Залишилися картини, але їх швидко віднесли до творчого доробку інших майстрів, бо Джорджоне майже ніколи не підписував свої картини. Так, уславлену «Юдит» з Ермітажу приписали Рафаелю з Риму, а «Венеру, що спить» — Тіціану. Тіціан і насправді закінчував незавершені картини Джорджоне. Та закінчувати чужу роботу, це тільки закінчувати. Адже задум, композиція, сюжет, колористичний стрій належить іншому майстру. Перша біографія Джорджоне з'явилася у Джорджо Вазарі (1511—1574). Але той почав збирати свідоцтва про майстра через 50 років після його смерті. Свідки або самі померли, або не вважали за доцільне пам'ятати про чужинця для них, що давно помер. Розповіді у Вазарі напівлегенди, напіввигадки. Другу біографію напише Рідольфі, та вигадок там ще більше.
Мистецтвознавство з вивченням документів почалося в XIX столітті. Тоді й знайшли «Записи про твори мистецтва» Маркантоніо Мікіелі, сучасника Джорджоне. Мікіелі досить повно описав деякі картини Джорджоне. Так їх вдалося розпізнали у різних колекціях. 20 століття додало методи порівнянь, стилістичний аналіз, хімічні та апаратні методи досліджень. Завіса темряви і непізнаного над Джорджоне трохи розвіялась.
Твір ранішнього періоду творчості Джорджоне «Юдита» придбав відомий багатій і колекціонер П'єр Кроза (1565 — 1740), який мав гострий нюх на визначні твори мистецтва. Він навіть не знав справжнього імені художника в той час.

## Біографічні відомості
Народився на террафермі в містечку Кастельфранко, що поблизу Венеції. Учень Джованні Белліні (1430—1516 роки). Працював у Кастельфранко і у Венеції. Помер у Венеції восени 1510 року від чуми.
Потроху окреслили і коло головних замовників творів Джорджоне. Серед них — Джованні Корнаро, Габріелє Вендрамін, музикант Джіроламо Марчелло. Картини Джорджоне мали патріарх Аквілеї — Доменіко Грімані та дож Венеції — Леонардо Лоредан, портрет якого створив венеційський художник Джованні Белліні (зберігся, Національна галерея (Лондон)) .

## Головні твори

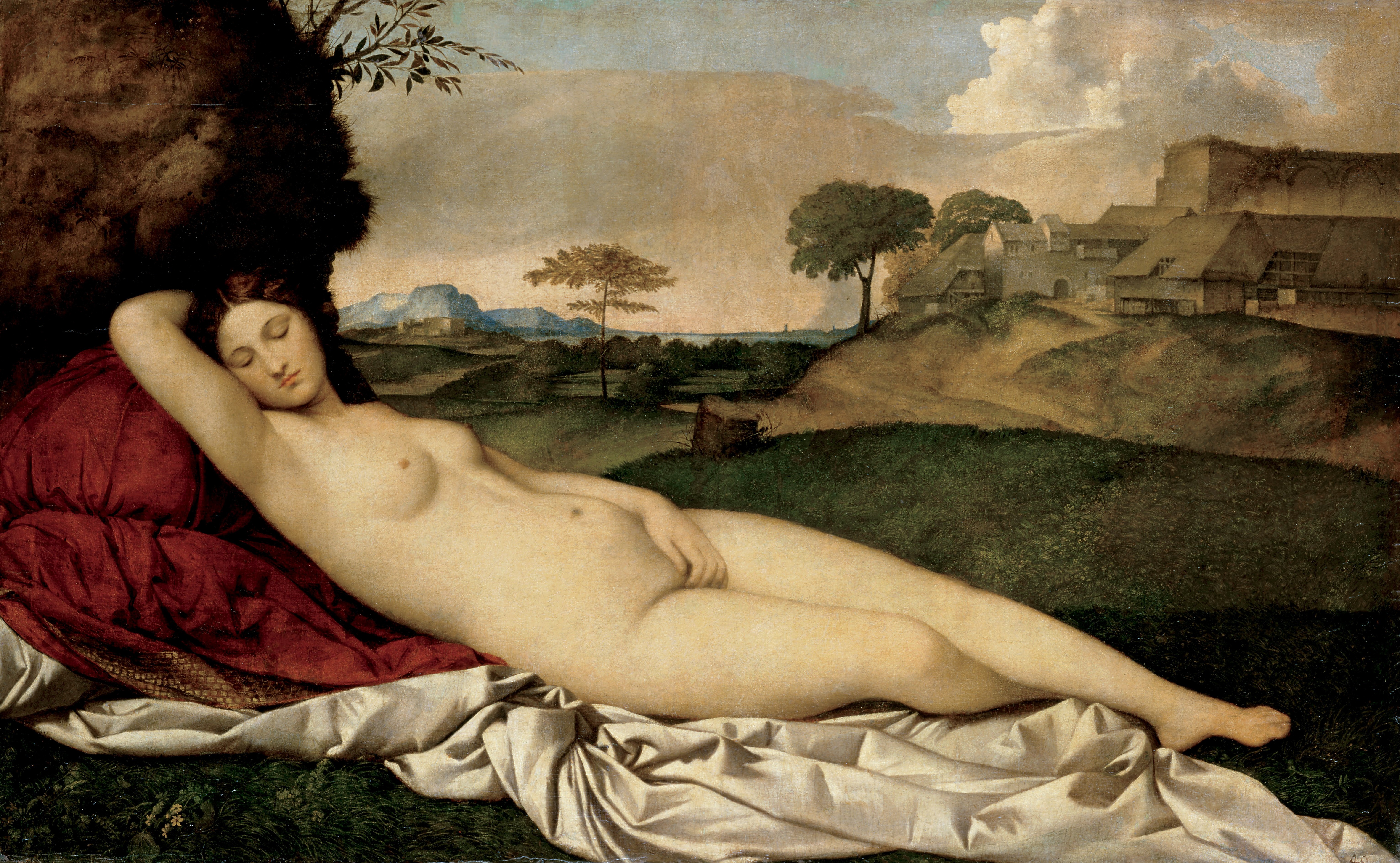
«Венера заснула», 1510, Галерея старих майстрів, Дрезден; дописана Тіціаном

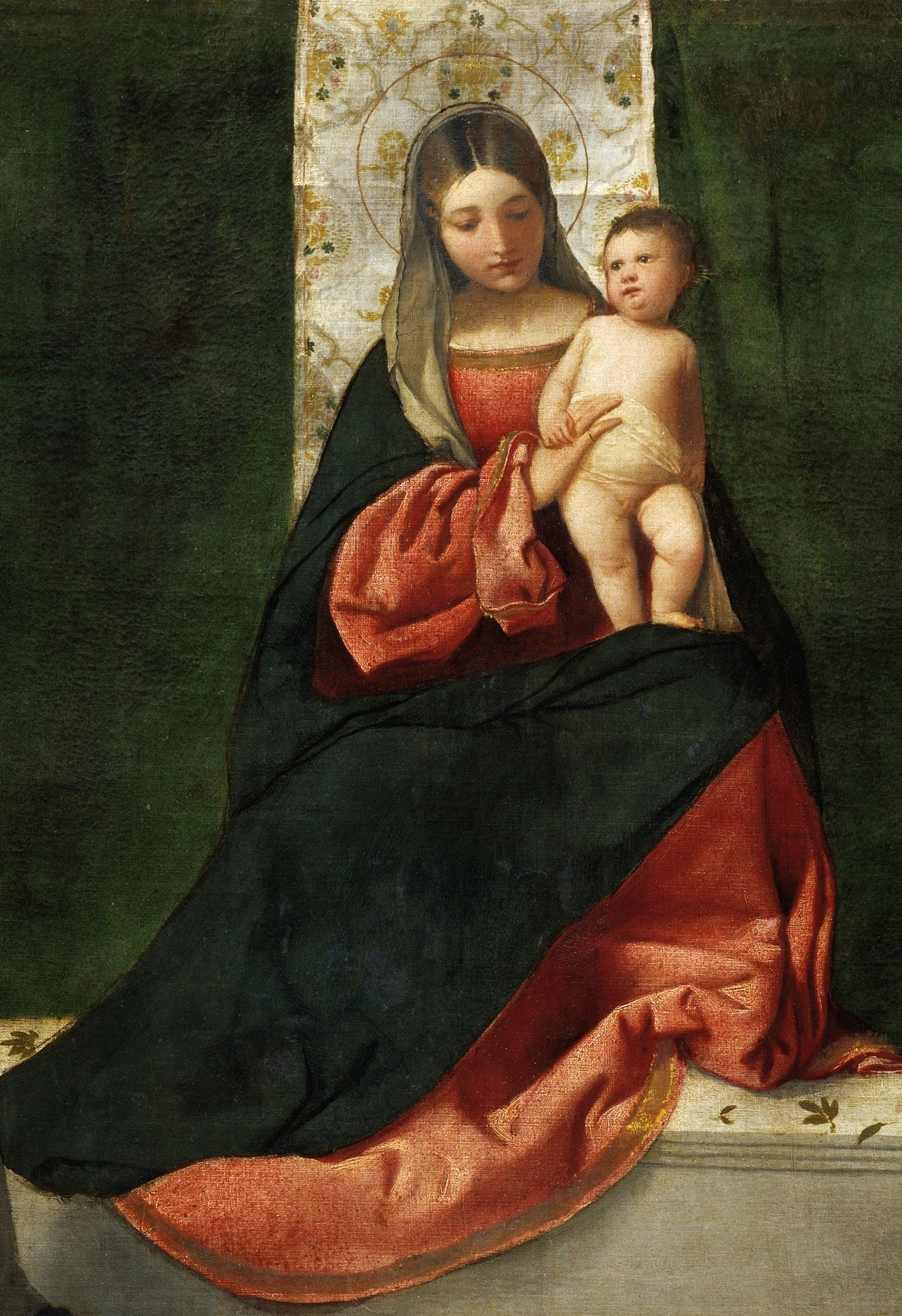
«Мадонна з немовлям i Св. Рохом та Св. Антонієм», центр композиції. Прадо, Мадрид

- Жіноча фігура («Оголена») з фасаду Фондако-дей-Тедескі (фреска, сильно пошкоджена)
- «Мадонна з святими Франциском та Ліберале», Собор св. Ліберале, Кастельфранко.
- «Мадонна, що читає» (Мадонна з немовлям на тлі з кампанілою), 1504, Ашмолеан музей, Оксфорд
- «Мадонна з немовлям», Ермітаж, Санкт-Петербург.
- «Поклоніння пастухів», Національна галерея мистецтв, Вашингтон.
- «Поклоніння волхвів», Національна галерея, Лондон.
- «Юдита з головою Олоферна», Ермітаж, Санкт-Петербург.
- «Концерт», палаццо Пітті, Флоренція.
- «Портрет невідомого», Стара пінакотека, Мюнхен.
- «Подвійний портрет», палаццо Венеція, Рим.
- «Буря» (стара назва — «Гроза»), 1508, Галерея Академії, Венеція.
- «Стара жінка», 1508, Галерея Академії, Венеція.
- «Венера заснула», 1510, Галерея старих майстрів, Дрезден (дописи Тіціана).
- «Портрет невідомого венеційця» (поет Антоніо Броккардо?), 1510, Музей образотворчих мистецтв, Будапешт.
- «Лаура», Музей історії мистецтв, Відень.
- «Три філософи», Музей історії мистецтв, Відень.
- «Чоловічий портрет», Сан-Дієго, США.
- «Портрет молодого венеційця», Берлін.
- «Сільський концерт», Лувр, Париж (дописи Тіціана).
- «Портрет лицаря з пажом», Уффіці, Флоренція
- «Урок співу», Уффіці, Флоренція
- «Натхнений співак», Галерея Боргезе, Рим
- «Співак», Галерея Боргезе, Рим
- «Мадонна зі Сятими Рохом і Антонієм Падуанським», Прадо, Мадрид (дописи Тіціана?).
- «Автопортрет у вигляді Давида з головою Голіафа» (втрачено, відомий по гравюрі).

## Галерея

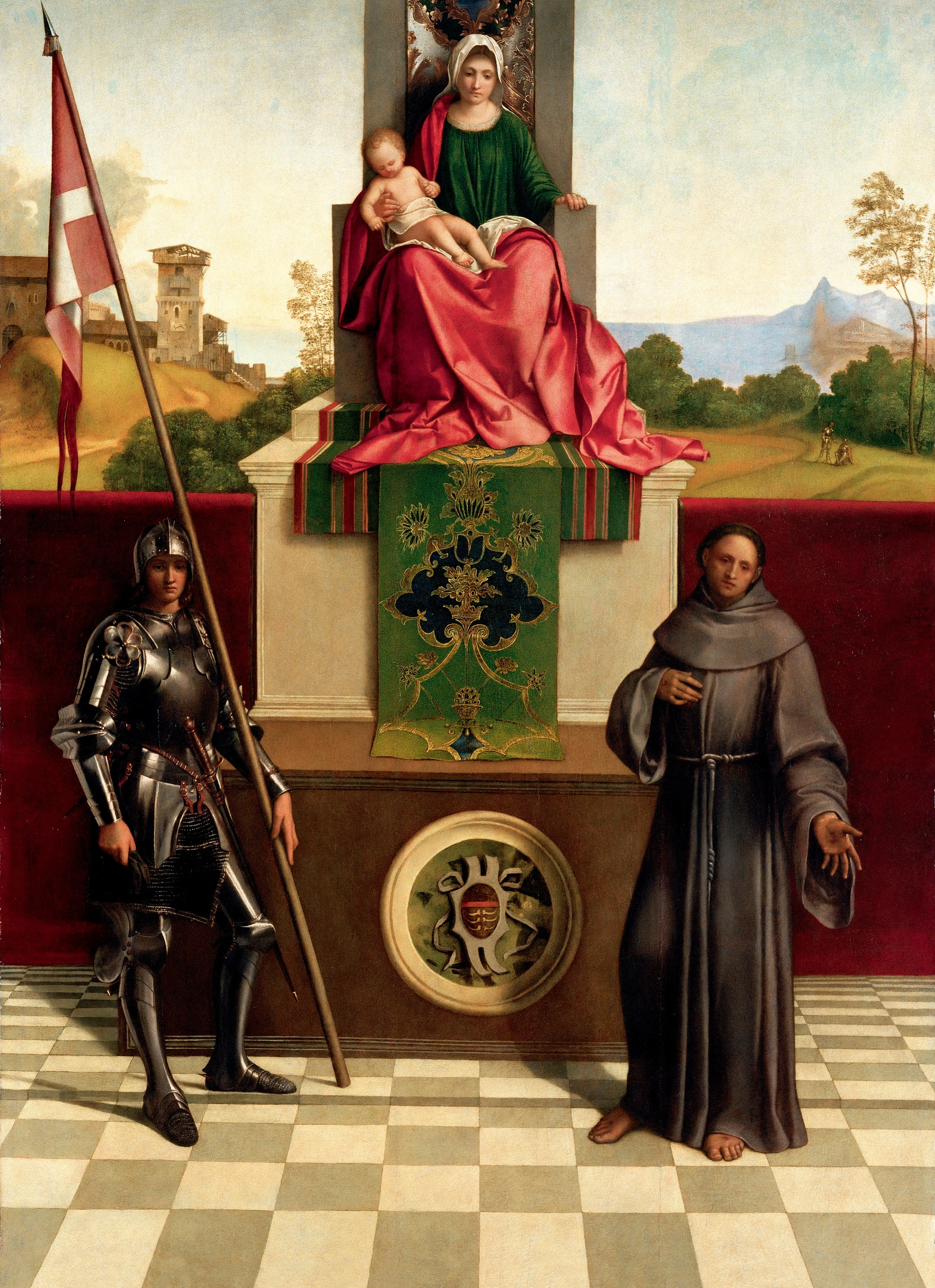
Джорджоне. Мадонна Кастельфранко
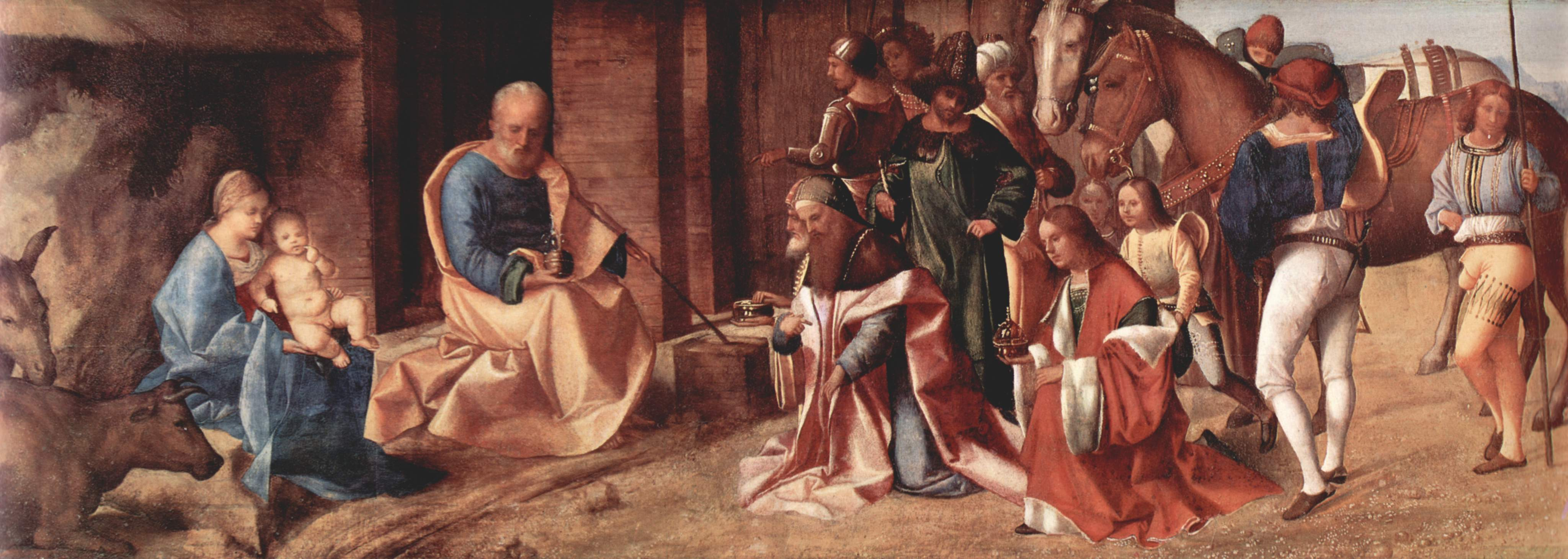
Джорджоне. «Поклоніння волхвів», Лондон
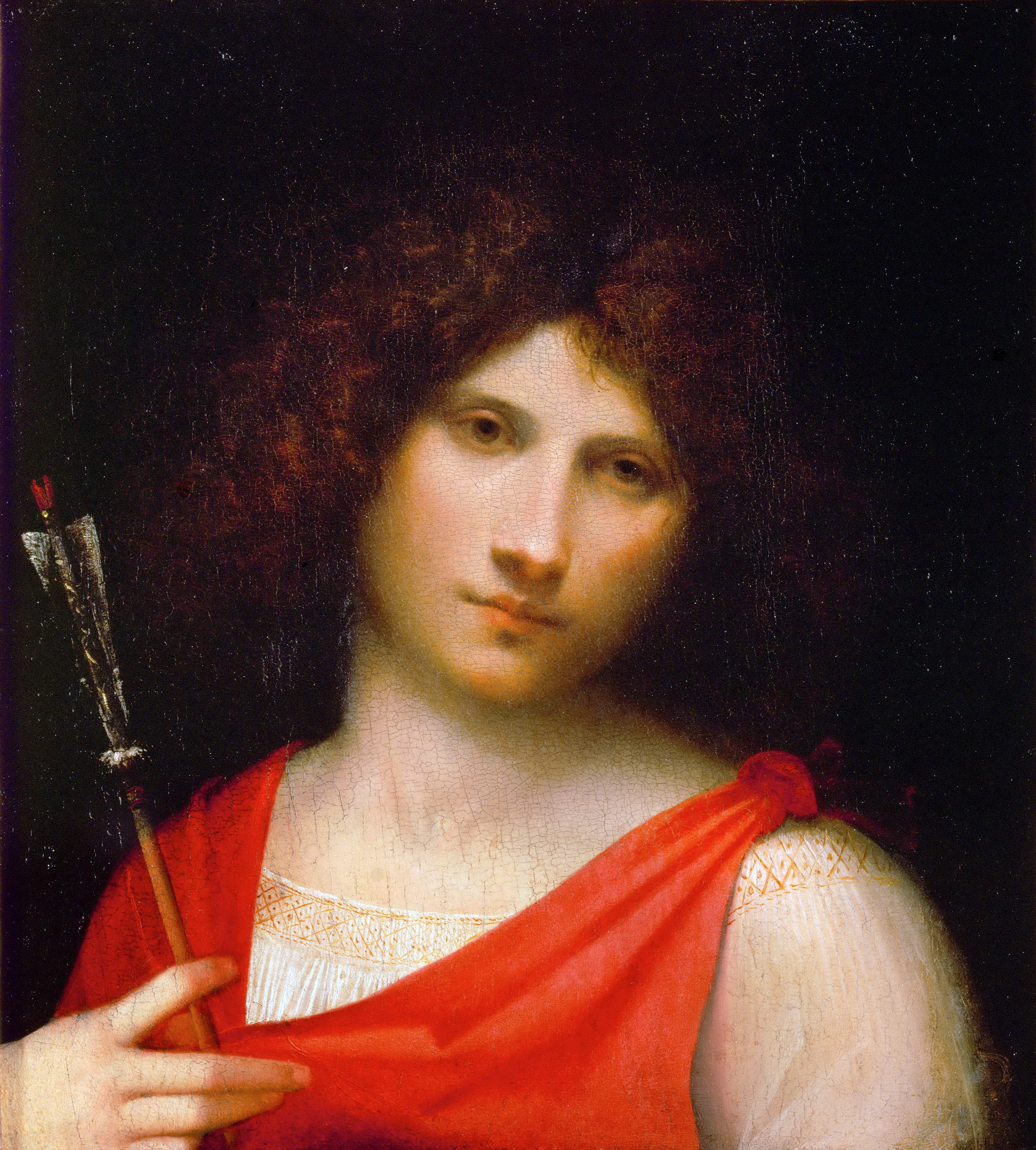
Джорджоне. «Хлопчик зі стрілою», Відень
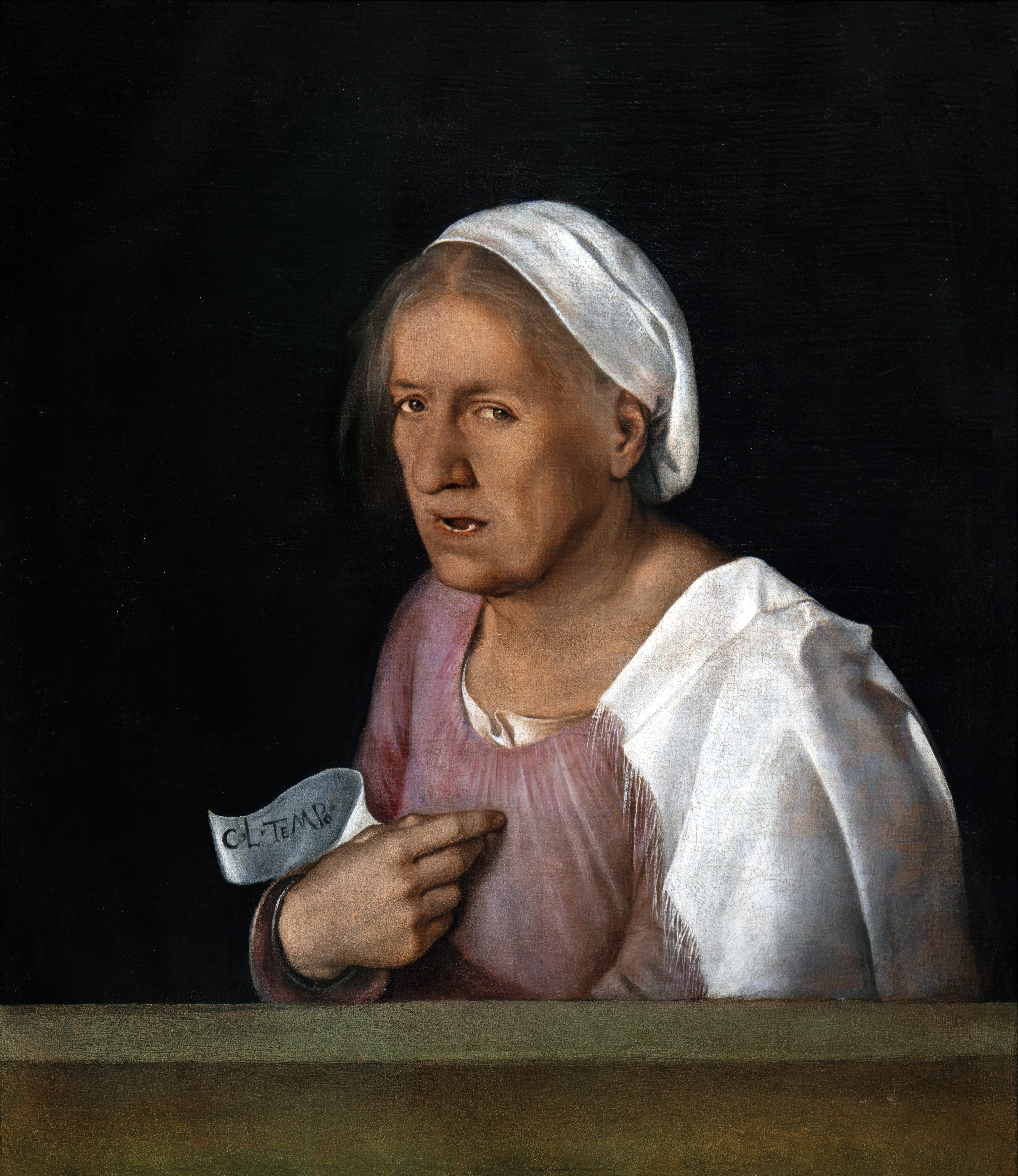
Джорджоне.  «Стара жінка», Галерея Академії, Венеція
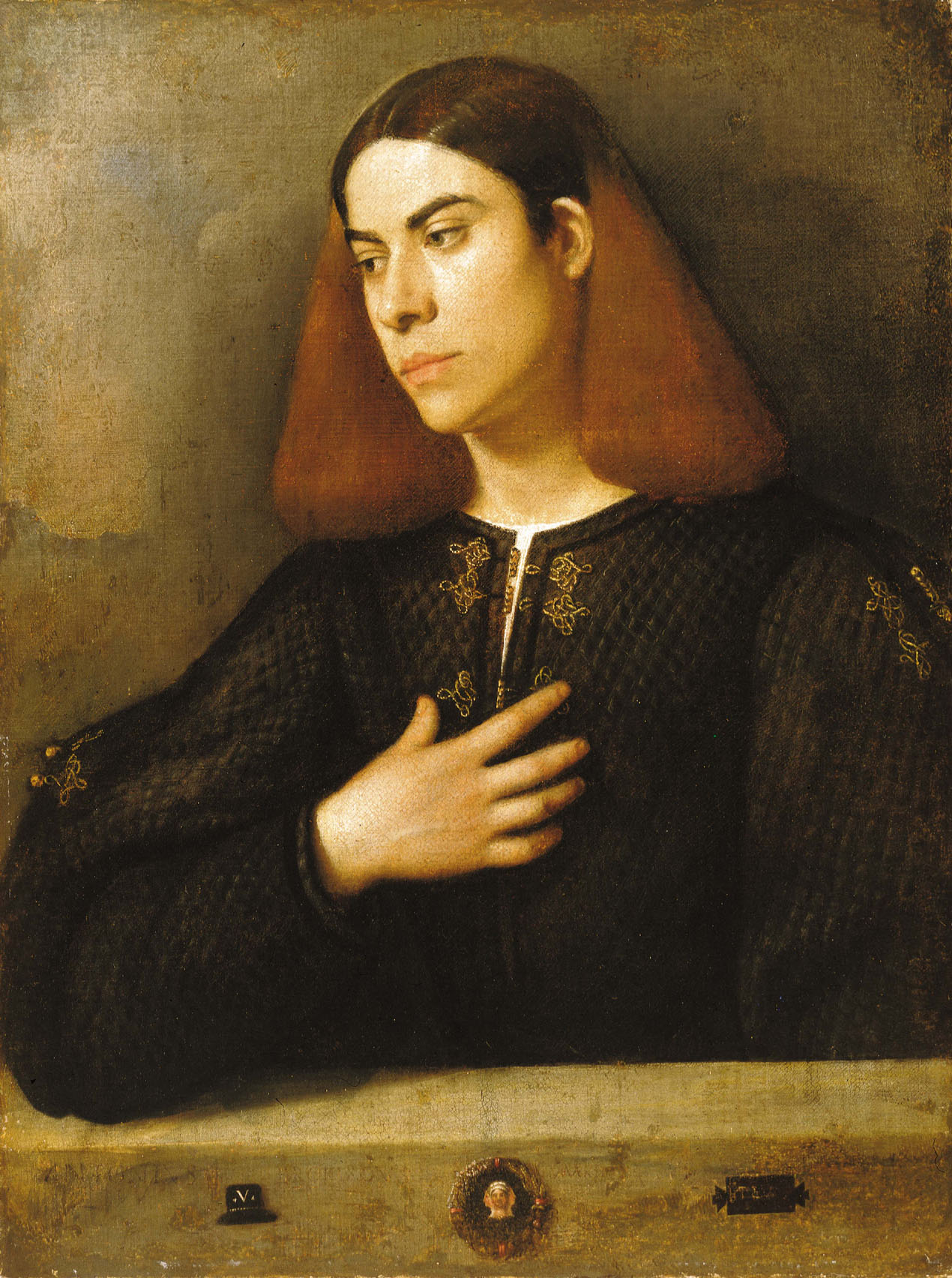
Джорджоне. «Антоніо Брокардо»( ? ), Будапешт
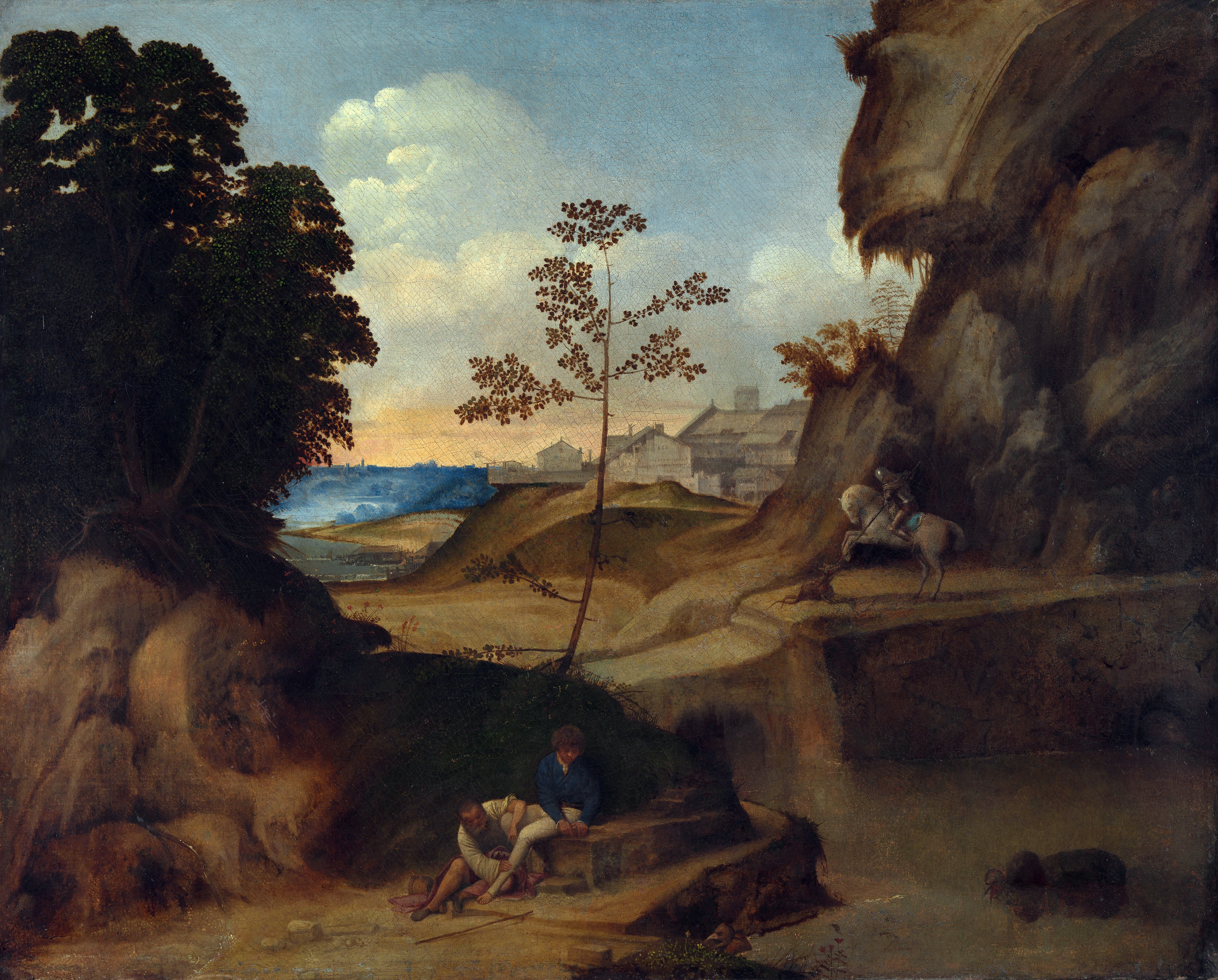
Il Tramonte, London.
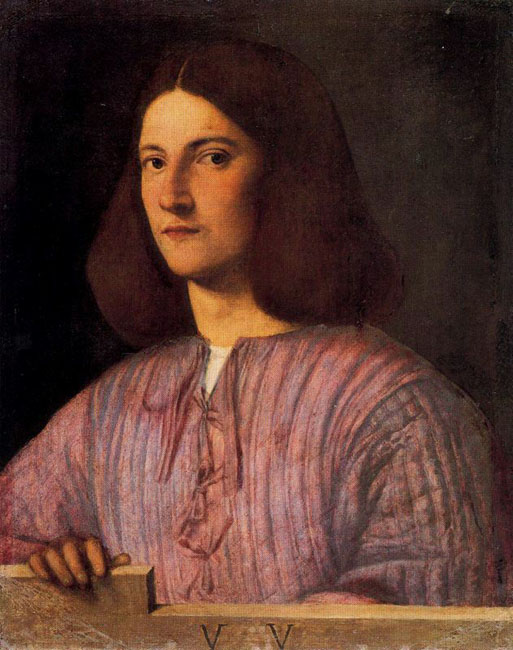
Джорджоне.  «Портрет венеційця», Берлін.
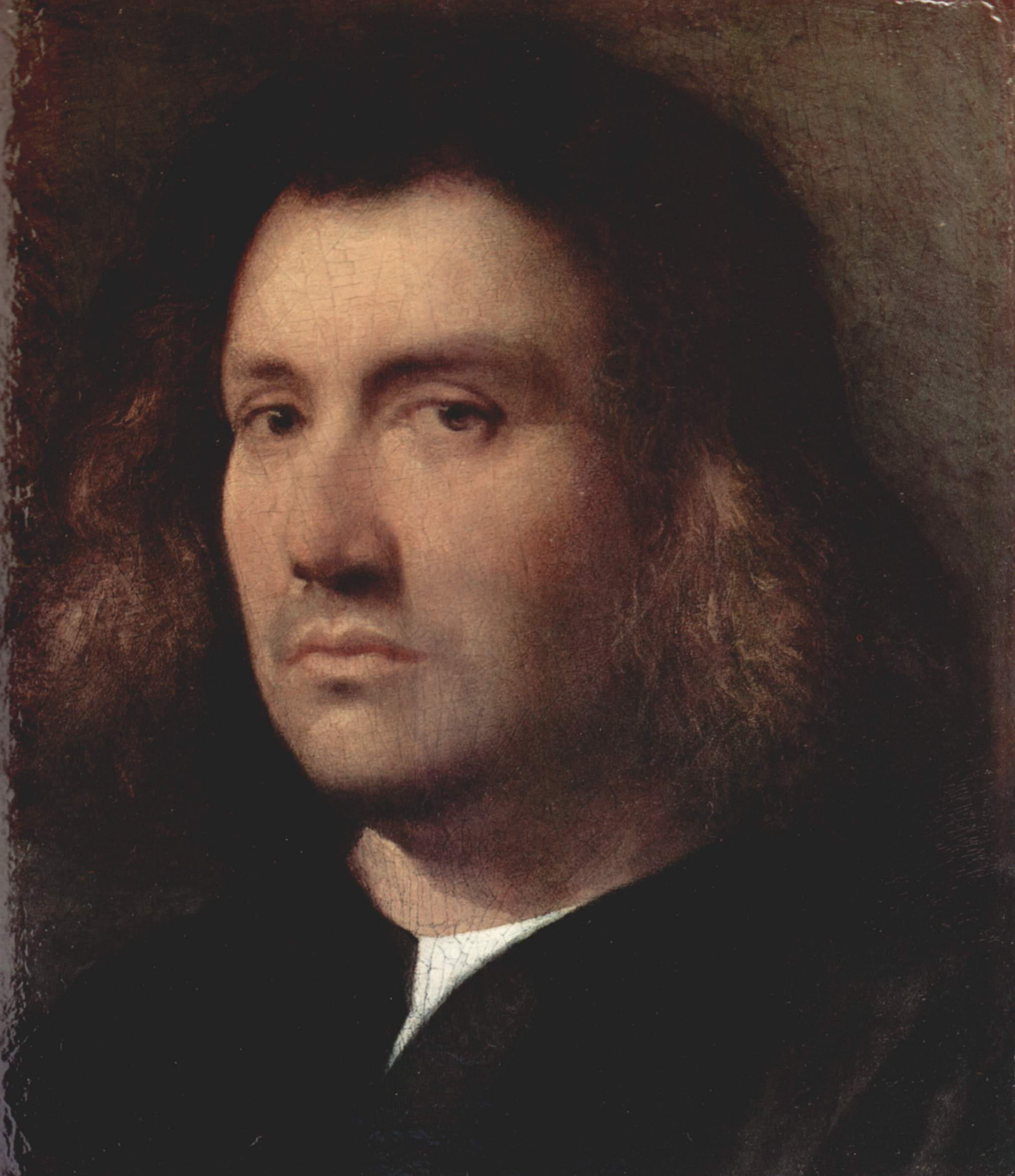
Джорджоне. «Портрет невідомого», Сан Дієго, США.

## Вірш Боскіні з Венеції, кінець 17 століття
Переклад на рос. Леоніда Колосова.
Джорджо, ты первым был ,
Кто живописи прелесть ощутил .
И мир, пока он жив, тобой гордиться будет.
За то, что человека и природу: Ты на полотнах дивно показал,
Вдохнул в них жизнь игрою светотени .
И если Леонардо воспел Тоскану гениально ,
То ты, Джорджоне, путь открыл венецианский: И весь его со славою прошёл .

## Музей Джорджоне
Музеї видатних персон не новина. Навесні 2009 року з Італії прийшла звістка про план створення музею Джорджоне в містечку Кастельфранко. Там зберігся будинок родини Барбареллі.